# Andrew Pawley
Andrew Kenneth Pawley (Sydney, 1941) è un linguista australiano.
Nato in Australia, è considerato anche come neozelandese, dove andò a vivere quando aveva 12 anni.
Insegna la linguistica nella facoltà di antropologia, Università di Auckland dal 1965 al 1989.
La sua specialità sono le lingue austronesiane e le lingue papuasiche, che insegna dal 1990 all'ANU a Canberra. Collabora con Malcolm Ross e Meredith Osmond alla stesura di The Lexicon of Proto Oceanic (7 volumi) per ricostruire la cultura e l'ambiente dei locutori del protooceanico. Ha pubblicato vocabolari delle lingue Kalam, Wayan e Gela e ha collaborato con Ian Saem Majnep su un libro di etnobotanica Kalam.
Nel 1966, propone una classificazione delle lingue polinesiane considerata come uno standard, dove dimostra l'esistenza di un gruppo detto tongico, separatosi precocemente dal proto-polinesiano dalle altre lingue polinesiane, dette "polinesiane nucleari".
Propone con Roger Green la suddivisione tra Oceania vicina e Oceania lontana nel 1973.

## Pubblicazioni
- (EN) Andrew Pawley, Polynesian Languages: A Subgrouping Based on Shared Innovations in Morphology, in Journal of the Polynesian Society, vol. 1, n. 75, 1966,  pp. 39-64.